# Première Nation de Wahgoshig
La Première Nation de Wahgoshig, dont le nom officiel est Wahgoshig First Nation, anciennement connue sous le nom de Abitibi-Ontario Band of Abitibi Indians, ou simplement Abitibi, est une bande indienne anishinaabe et crie. La Première Nation possède une réserve indienne, Abitibi 70, située à l'extrémité sud du lac Abitibi en Ontario au Canada. En 2018, elle a une population inscrite totale de 349 membres.

## Démographie
Les membres de la Première Nation de Wahgoshig sont des anishinaabes et des Cris. En février 2018, la bande avait une population inscrite totale de 349 membres dont 193 vivaient hors réserve.

## Géographie
La Première Nation de Wahgoshig possède une seule réserve indienne, Abitibi 70, située à l'extrémité sud du lac Abitibi en Ontario. Celle-ci couvre une superficie de 7 770 hectares. Le centre de services situé le plus près est Iroquois Falls et la ville la plus proche est Timmins.

## Gouvernement
La Première Nation de Wahgoshig est gouvernée par un conseil de bande élu selon un système électoral selon la coutume basé sur la section 10 de la Loi sur les Indiens. Pour le mandat de 2016 à 2020, ce conseil est composé du chef Joel Babin et de six conseillers.